# Samuel Oschintelescoop
De Samuel Oschintelescoop (tot 1984 48 inch Schmidt telescoop) is een spiegeltelescoop uit 1949 met een diameter van 1,22 m (48 inch) die deel uitmaakt van het Palomar-observatorium van het Caltech in Californië. De telescoop is ontworpen als groothoek-Schmidtcamera. De hoofdspiegel heeft een diameter van 1,82 m (72 inch) en de opening wordt begrensd door de correctorplaat.
De telescoop is gebruikt voor het maken van de National Geographic Society – Palomar Observatory Sky Survey. De telescoop is na een donatie vernoemd naar een ondernemer en filantroop.
De telescoop werkt tegenwoordig als "robot-telescoop" en wordt geheel op afstand bediend. Met deze telescoop is onder andere de dwergplaneet Eris ontdekt.